# 関武兵衛
関 武兵衛（せき たけべえ、生没年不詳）は、戦国時代から江戸時代の武将。関成政の長男。森可信、森可明の父。正室は森可政の娘、於鍋。

## 生涯
関成政の長男として生まれる。小牧・長久手の戦いで父成政が織田信雄を見限って戦死して以降は森家預かりの身分となり、元服すると長可の跡を継いだ森忠政の家臣となる。
しかし、領地の問題から忠政と不仲となって森家を出奔。その後、森可政へと接近し可政の娘を娶ると、可政のつても有って榊原康政の元へと仕える。しかし大坂の陣で冬・夏両方で武功を挙げながらも領地の加増が無い事に激怒し、榊原家も出奔。2人の息子と妻を可政に預けて浪人する。
そのまま各地を放浪したが、上方の方で病を得て亡くなったという。なお、義父の可政に預けた2人の息子は元服後に森姓を名乗る事を許され、忠政から領地を賜るとそのまま子孫も森家に仕えた。